# Slowaaks Ertsgebergte

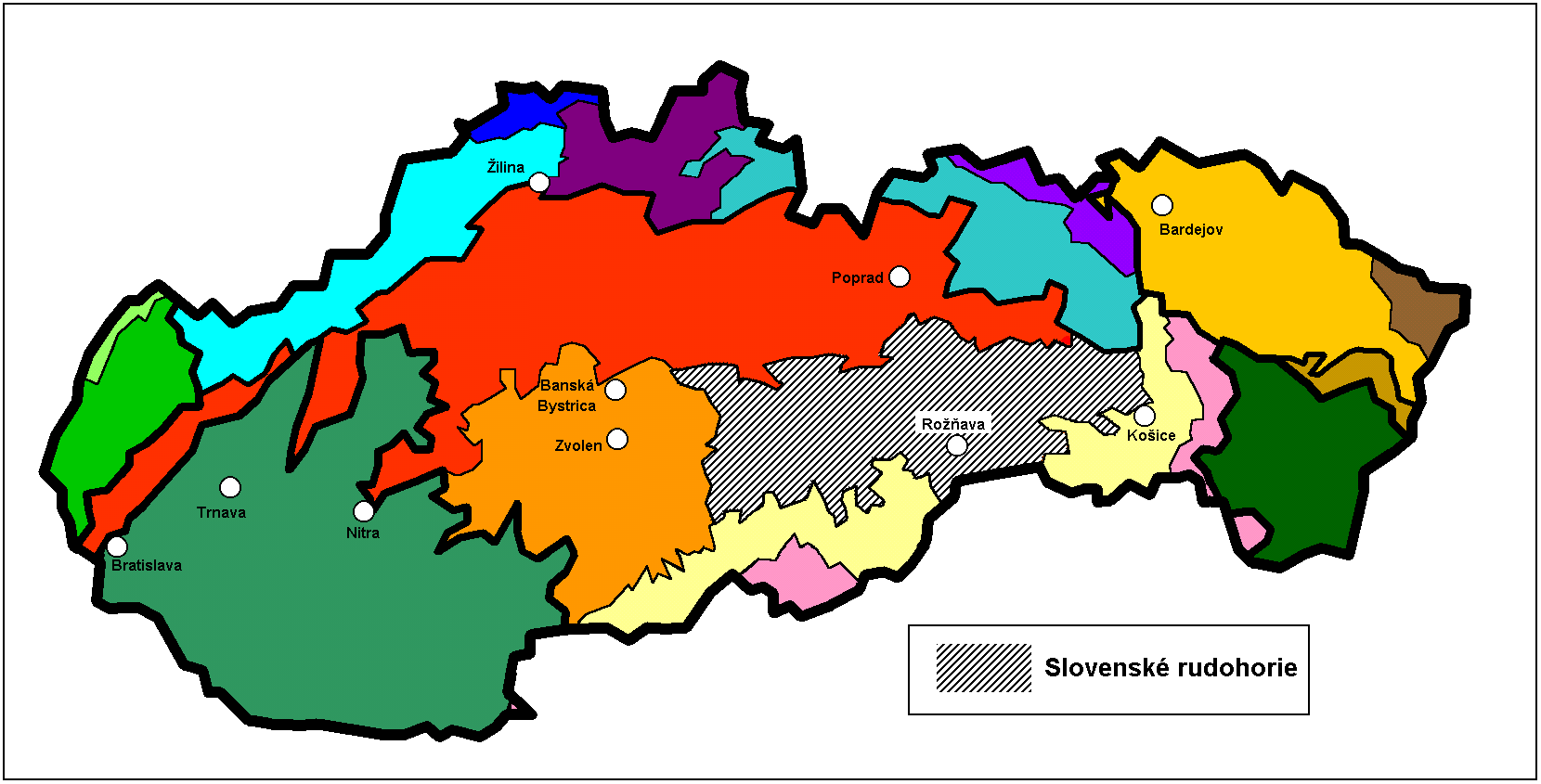
Het Slowaaks Ertsgebergte (grijs) in Slowakije.

Het Slowaaks Ertsgebergte (Slowaaks: Slovenské rudohorie) is de grootste bergketen in Slowakije, gelegen in de regio's Spiš en Gemer. Het is een onderdeel van de Westelijke Karpaten en neemt een oppervlakte van ruwweg 4000 km² in beslag. De hoogste top van het gebergte is de 1476 meter hoge Stolica.
De bergketen ligt tussen Zvolen in het westen en Košice in het oosten. Het noorden van de keten wordt begrensd door de rivieren de Hron en de Hornád, het zuiden door het Juhoslovenská kotlina ('Zuidslowaaks Keteldal') en het Košická kotlina ('Keteldal van Košice'). Tot 1919 werd het Slowaaks Ertsgebergte het Hongaars Ertsgebergte genoemd, omdat het onderdeel was van Hongarije.
Het Slowaaks Ertsgebergte bestaat hoofdzakelijk uit hoogvlakte, alleen in het zuiden doet het gebied bergachtig aan. De ondergrond van het gebergte bestaat uit bergkristal en vulkanisch gesteente. In het verleden waren er veel mijnen in het gebied, zoals de naam al aangeeft, maar deze zijn tegenwoordig gesloten.

## Subdivisies
Geomorfologisch maakt het Slowaaks ertsgebergte deel uit van de Westelijke Karpaten. Het gebied bestaat uit diverse kleinere bergketens:
- Veporsgebergte (Veporské vrchy)
- Spiš-Gemer Karst (Spišsko-gemerský kras)
- Stolické vrchy (letterlijk: Stolicagebergte)
- Revúcka vrchovina (Hooglanden van Revúca)
- Volovské vrchy (Volovecgebergte)
- Čierna hora (Zwarte Bergen)
- Rožňavská kotlina (Keteldal van Rožňava)
- Slowaakse Karst (Slovenský kras) en Noordelijke-Borsod Karst (gelegen in het noorden van het huidige Hongarije)

## Nationale parken
In het Slowaakse Ertsgebergte liggen drie nationale parken, namelijk het Nationaal Park Muránska Planina, het Nationaal Park Slowaakse Karst en het Nationaal Park Slowaaks Paradijs.